# أبو زيد أباد
أبو زيد أباد (بالفارسية: ابوزیدآباد) هي مركز منطقة كويرات ومدينة هذه المنطقة في مدينتي آران وبيدغول في محافظة أصفهان، إيران. يقدر عدد سكانها بـ 5,160 نسمة .